# Leucocelis semicuprea
Leucocelis semicuprea är en skalbaggsart som beskrevs av Ernst Gustav Kraatz 1883. Leucocelis semicuprea ingår i släktet Leucocelis och familjen Cetoniidae. Inga underarter finns listade i Catalogue of Life.